# Ángel Rubén Cabrera
Pour les articles homonymes, voir Cabrera et Ángel Cabrera.
Ángel Rubén Cabrera, né le 9 octobre 1939 à Mercedes en Uruguay et mort le 15 novembre 2010, est un joueur de football international uruguayen, qui évoluait en tant qu'attaquant.

## Palmarès
- Championnat d'Uruguay :
  - Vainqueur : 1960, 1961, 1962, 1964 et 1965.
  - Meilleur buteur : 1960 (14 buts).

- Copa Libertadores :
  - Vainqueur : 1960, 1961.

- Coupe intercontinentale :
  - Vainqueur : 1961.